# Italijanske vojne
Italijanske vojne je skupno ime za osem vojn, ki so se med letoma 1494 in 1559 odigrale pretežno na italijanskih tleh in ki so imele za cilj nadoblast nad evropskimi državami, oziroma dosego ravnotežja med tedanjimi velesilami.
Vojne so se začele s francoskimi vdori na Apeninski polotok za uveljavitev dedne pravice nad Neapeljskim kraljestvom in Milansko vojvodino. Pozneje sta se vključila v spor Španija in Sveto Rimsko cesarstvo, pa tudi Beneška republika in Papeška država, s čimer je bila dejansko zajeta vsa tedanja Evropa. Po zaključku italijanskih vojn je na Apeninskem polotoku, glavnem pozorišču šestdesetletnih spopadov, vladala Habsburška Španija, in sicer direktno nad pridobljenimi ozemlji Neaplja, Milana in Argentaria ter indirektno na vsem ostalem ozemlju. Edini neodvisni državi sta ostali Savojska vojvodina, ki je bila tesno povezana s Francijo, in Beneška republika. Tudi Papeška država je bila neodvisna od Španije, vendar jo je z njo močno povezovala skupna politika protireformacije, ki naj bi se razširila v vso Evropo.

## Prva italijanska vojna 1494-1498
Leta 1494 je Karel VIII. Francoski hotel uveljaviti dedno pravico do Neapeljskega kraljestva. Vdrl je v Italijo iz severozahoda in z ognjem in mečem prečkal severno in nato vzhodno stran polotoka vse do Neaplja in ga zavzel. Da bi ustavili njegovo osvajalno prodiranje, so se proti njemu zavezali Španci, Neapelj, papež in Firence. Tudi Karlovi zavezniki, Benečani in Milančani, so razumeli, da ga je treba ustaviti, preden spremeni ves Apeninski polotok v francosko provinco. Po bitki pri Fornovu blizu Parme, ki je sledila že čez par mesecev, so se Francozi umaknili.
Karlov podvig je pokazal resnično podobo politične krize na Apeninskem polotoku. Ni šlo samo za vojaško premoč dvajsettisoče francoske vojske proti urbanim vojskam posameznih državic, temveč predvsem za skrajno negotovo politično stališče teh državic. Koalicije, ki so se ustvarjale med njimi, so se v kratkem času spreminjale, kar je pomenilo, da se v notranjih politikah borijo močne stranke z različnim prepričanjem. Celo velike države na polotoku so bile nezanesljive: v Neapeljskem kraljestvu so plemiči, tradicionalno filofrancozi in nasprotniki monarhije, z veseljem sprejeli Karlovo okupacijo; v Papeški državi so kardinali upali na odstop Španca papeža Aleksandra VI., kar bi privedlo na sveto stolico domačina; Beneška republika je hotela odvzeti Neaplju apulijska pristanišča, ki so bila nevaren trgovski tekmec. Vendar je vsa ta naklonjenost francoski invaziji splahnela po Karlovem zavzetju Neaplja in se sprevrgla v koalizirano nasprotovanje in vojaški napad v Fornovu. Postalo je jasno, da so se napadi na italijanski polotok šele začeli.

## Druga italijanska vojna 1499-1504
Leta 1499 je tudi Karlov naslednik Ludvik XII. Francoski hotel uveljaviti svoje pravice do ozemelj na Apeninskem polotoku. Najprej je osvojil Milansko vojvodino, nato je napadel Neapeljsko kraljestvo, za katero se je pa potegoval tudi Španec Ferdinand Katoliški. Po dveh letih brezuspešnih pogajanj s Španci so bili Francozi tudi vojaško premagani in so se umaknili. 
Posledica teh spopadov je bil premik evropske hegemonije od Francozov na Špance.
V tem obdobju so se vršili več ali manj odkriti notranji boji za oblast v Papeški državi.  Aleksander VI. Borja, Španec po rodu, ki je prevzel italijansko obliko priimka Borgia, je nadaljeval dinastijo strica papeža Kalista III. V prvi italijanski vojni je Aleksander pridobil velika ozemlja v Romanji s pomočjo vojskovodje Cezarja, svojega sina, kateremu jih je tudi podaril kot zasebno last. Temu so se uprle velike aristokratske družine v Rimu in po Aleksandrovi smrti leta 1503 in enomesečnem papeževanju Pija III. je nastopil papež Julij II. iz dinastije Della Rovere, velike nasprotnice Borgijev. Ta je Cezarju preklical vse plemiške in cerkvene naslove, kar je med drugim močno skrčilo njegovo imetje. Ko so lokalni plemiči iz Romanje razumeli, da se jim ni treba več bati dinastije Borgia, so ponudili svojo podrejenost Beneški republiki in postali njen sestavni del. S tem se je vnelo sovraštvo med papeštvom in Benetkami. 

## Tretja italijanska vojna 1508-1516
Tretja italijanska vojna je tudi znana kot vojna Kambrejske lige, ki je bila zveza raznih držav proti Beneški republiki. V tem obdobju je bila Beneška republika edina močna država na polotoku in zadostovalo je prizadevanje papeža Julija, da so se vsi zedinili proti njej. Vendar je Benečanom po prvih bojih uspelo obrniti potek spopada v lastno korist. Z diplomacijo so dosegli, da se je vojna zaključila brez večjih teritorialnih izgub. Papež je razumel beneško željo po odstopu iz vojne kot dokaz nemoči in je začel širiti svojo oblast proti severu. Prekinila ga je smrt leta 1513. Nasledil ga je Medičejec Leon X., ki je hotel zaključiti vojskovanje.
Po vojni Kambrejske lige, oziroma tretji italijanski vojni, se politično stanje na Apeninskem polotoku v glavnem ni spremenilo. 

## Četrta italijanska vojna 1521-1526
Ko je leta 1519 španski kralj Karel V. Habsburški podedoval Sveto Rimsko cesarstvo, je njegov imperij obsegal večino Evrope in vsa prekomorska španska posestva. Tako ogromna država seveda ni bila pogodu nobeni od sosed, posebno ne Franciji, ki je bila dejansko obkrožena z njo. Vnela se je vojna in to spet na italijanskih tleh. Francozi so napadli Neapeljsko kraljestvo, ki je bilo šibka točka v Karlovem imperiju, a so bili premagani. Sam kralj Franc I. Francoski je bil ujet in pogajanja za njegovo osvoboditev so se povlekla do leta 1526, ko je z Madridskim mirom Francija odstopila vsa italijanska posestva Španiji.
Italijanske državice, ki prav tako niso bile zadovoljne pod habsburško oblastjo, so se približale Franciji in tako je storila tudi Beneška republika.

## Peta italijanska vojna 1526-1529
Peta vojna je znana kot vojna Cognaške lige. Ligo so leta 1526 ustanovile v mestecu Cognac, po nasvetu papeža Klemna VII., evropske države, ki so se koalizirale proti Španskemu imperiju. To so bile razen Papeške države še Francija, Benetke, Firenze in druge. A še preden so se spopadi začeli, je prišlo do nepredvidenega dogodka, ki ni povezan s temi vojnami. To je bila plenitev Rima iz leta 1527. Izvršili so jo landsknehti, cesarjevi vojaki, ki so ostali dalj časa brez plače in so se zato odločili za plenitev. Okoli 12.000 vojakov je opustošilo Rim in prisililo papeža, da je zaprosil cesarja Karla V. za njihov odpoklic. Medtem ko se je glavnina cesarjeve vojske mudila v Rimu, so Francozi napadli in zavzeli Genovo, Aleksandrijo, Pavio in Bologno. Obkolili so Neapelj, kjer je pa izbruhnila epidemija kuge, ki je bila usodna za večino vojakov.
Tedaj je prišlo do drugega dogodka, ki ga Karel ni znal pravočasno predvideti. Po bitki pri Mohaču (1526) so prešla vsa ogrska ozemlja pod Osmanski imperij in podonavske države so priznale turško nadoblast. Turki so nemoteno prišli do Dunaja, ki so ga dvakrat oblegali. Nevarnost osmanske invazije je postala za cesarstvo zelo konkretna in je zahtevala uporabo vseh Karlovih vojaških sil. 
Mirovni pogodbi s Španijo iz leta 1529 sta bili podpisani ločeno, najprej s papežem Klemnom VII., nato s Francem I. Papež je pridobil nazaj svoja ozemlja, vrnitev Firenc Medičejcem in vrnitev Milana dinastiji Sforza, pa tudi cesarjevo nenaklonjenost protestantom. V zameno se je Papeška država odpovedala vsem posestvom v Italiji in je obljubila podporo v vojni proti Turkom. Francija je pridobila burgundske posesti in se je odpovedala vsem ozemljem na polotoku. S tem je Španija dokončno postala edini gospodar na italijanskih tleh.

## Šesta italijanska vojna 1535-1538
Nasprotovanje med Francijo in Španijo se ni poleglo. Da bi zmanjšal špansko premoč, je Franc I. sklenil zavezništvo bodisi z luteranskimi princi (Šmalkaldenska zveza), kot tudi s sultanom Sulejmanom I., to je z notranjimi in zunanjimi sovražniki cesarstva. Povod za oborožen spopad je bila smrt zadnjega predstavnika dinastije Sforza v Milanu, ki je zapustil vojvodino Habsburžanu. Ko je pa Karel prevzel Milanska posestva, je Franc poslal v Piemont svoje čete in ga skoraj popolnoma zasedel. 
Po posredovanju papeža Pavla III., ki je želel vzpostaviti mir med vsemi kristjani za boj proti Turkom, so sovražnosti začasno prenehale in je bilo sprejeto obstoječe stanje.

## Sedma italijanska vojna 1542-1546
Premirje je spet prekršila Francija. Leta 1542 se je Franc zavezal s Sulejmanom, ki je napadel Nico, medtem ko so francoske čete napadle cesarske v Lombardiji. V odgovor je Karel sklenil zavezništvo s Henrikom VIII. Angleškim in napadel Francijo s severa. Ostali spopadi so se torej vršili na nizozemskih in francoskih tleh, vendar brez kakega rezultata. Pomanjkanje sodelovanja med angleškimi in cesarskimi vojskami ter prodiranje Turkov v Sredozemlju sta prisilila Karla na odstop iz vojne. Mirovni sporazum je odredil dokončno pripadnost Lombardije cesarstvu in dodelitev Savojskih posesti Franciji. Glavni vzroki za desetletja špansko-francoskega vojskovanja so bili spet prezrti.

## Osma italijanska vojna 1551-1559)
Po smrti Franca I. je njegovo politiko nadaljeval sin Henrik II. Francoski, ki je leta 1551 spet napadel Habsburško Španijo, tokrat na severnih mejah svoje države, v Loreni, kjer so se mu pridružili nemški luteranci. Sledila so tri leta neprestanih bojev proti dvema sovražnikoma, ki so prepričala cesarja Karla, da je predlagal premirje. Mir v Augsburgu je pomenil predvsem sporazum med katoličani in protestanti, medtem ko je bil v političnem smislu dosežen samo začasni dogovor. Po teh pogajanjih je Karel V. Habsburški nepričakovano odstopil in nasledila sta ga brat Ferdinand I. in sin Filip II., in sicer Ferdinand v Svetem Rimskem cesarstvu, Filip v ostalih predelih cesarstva. 
Sprememba ni prekinila vojne, posebno ne na italijanskih tleh, kjer so se spopadale sinjorije večjih mest, katerim so prihajale na pomoč francoske oziroma španske čete. 
Da je prišlo do dejanskega zaključka vojne, je treba pripisati samo vsestranskemu pomanjkanju sredstev. V petinšestdesetih letih vojskovanja sta Španija in Francija, kakor tudi večina manjših udeležencev vojne, izgubili večino svojega premoženja, kar jima ni dovoljevalo, da bi oborožili novo vojsko. Zaradi tega je bil leta 1559 sklenjen mir v kraju Cateau-Cambrésis. 